# 159P/LONEOS
159P/LONEOS est une comète périodique du système solaire, découverte le 16 octobre 2003 par le programme LONEOS (Lowell Observatory Near-Earth-Object Search).